# Tönnishäuschen
Tönnishäuschen (plattdeutsch Tonnieshäuseken) ist ein Teil der Stadt Ahlen und liegt nördlich von Ahlen (Westfalen).

## Geschichte
Als der Bischof im Jahre 1193 die kirchlichen Bezirke neu ordnete, wurden Vorhelm die Bauerschaften Isendorf (Tönnishäuschen), Eickel (Bahnhof) und die Dorfbauerschaft zugeordnet. Seitdem gehört Tönnishäuschen zu Vorhelm.
1498 wurde erstmals eine Antoniuskapelle an der alten Straßenkreuzung erwähnt. 1522 wurde die Kapelle neu errichtet. 1752 ließ der damalige Schlossbesitzer Graf Droste zu Vischering die Kapelle an der jetzigen Stelle neu bauen. Die Kapelle St. Antonius, die auch „Tonnieshäuseken“ genannt wurde, gab der Bauerschaft Isendorf später den Namen Tönnishäuschen.

## Geographie

### Geographische Lage
Tönnishäuschen liegt an der Kreuzung der Landesstraßen 547 (Ahlen–Warendorf) und 586 (Beckum–Münster). Nördlich des Ortes gab es einen Haltepunkt Tönnishäuschen an der gegenwärtig nicht im SPNV genutzten Bahnstrecke Münster–Warstein auf dem Gebiet von Enniger.

### Nachbarorte
Tönnishäuschen grenzt im Norden an Enniger, im Osten an Vorhelm, im Westen an Sendenhorst und im Süden an Ahlen.

### Bauerschaften
Drei Bauerschaften gehören zu Tönnishäuschen:
- Angelfeld
- Isendorf
- Nienholt

### Flüsse
Nördlich des Ortes mündet der Hellbach und westlich des Ortes der Nienholtbach in die Angel.

## Vereine und öffentliches Leben

### Kapelle St. Antonius

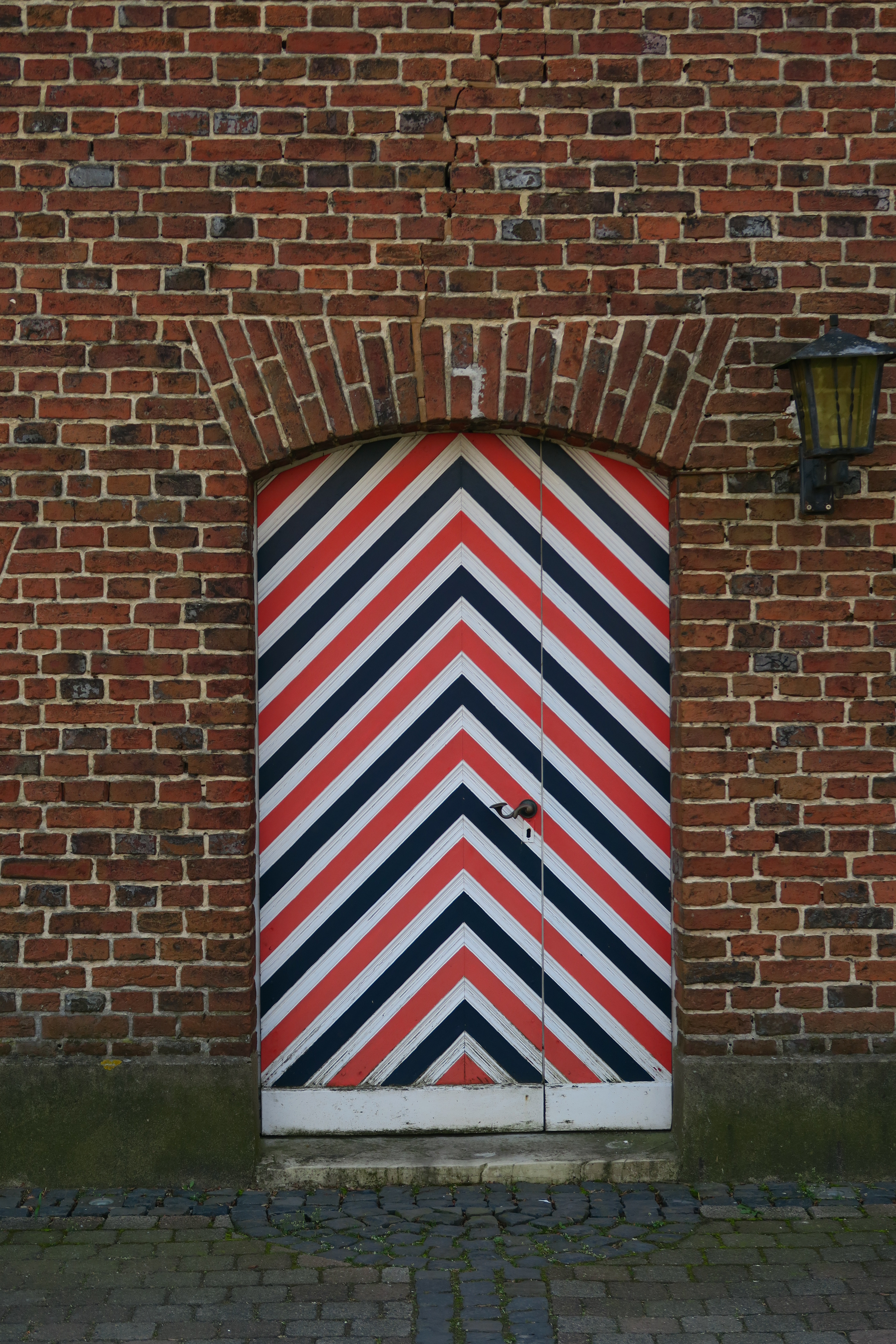
Eingang

Die ältesten Belege für die Existenz einer Kapelle an diesem Ort sind vom Ende des 15. Jahrhunderts überliefert.
Die Kapelle ist ein einschiffiger Backsteinbau mit Satteldach, die einzelne Glocke ist in einem Dachreiter durch einen kupfernen Helm geschützt. Teile der barocken Inneneinrichtung sind noch aus der Bauzeit erhalten, beispielsweise Teile des Altars und die Kniebänke.

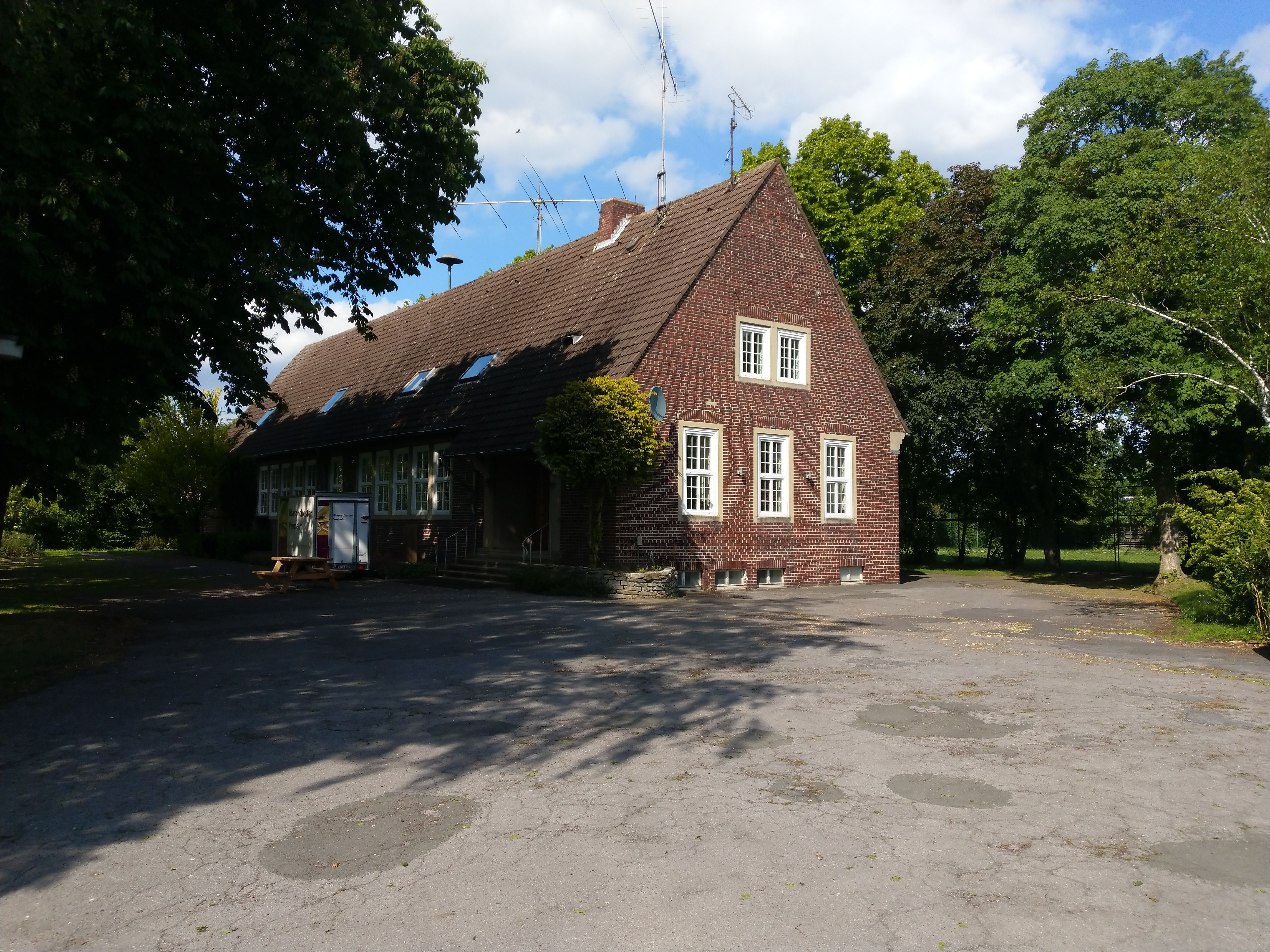
Die Alte Schule von Tönnishäuschen

### Landgasthof Tönnishäuschen

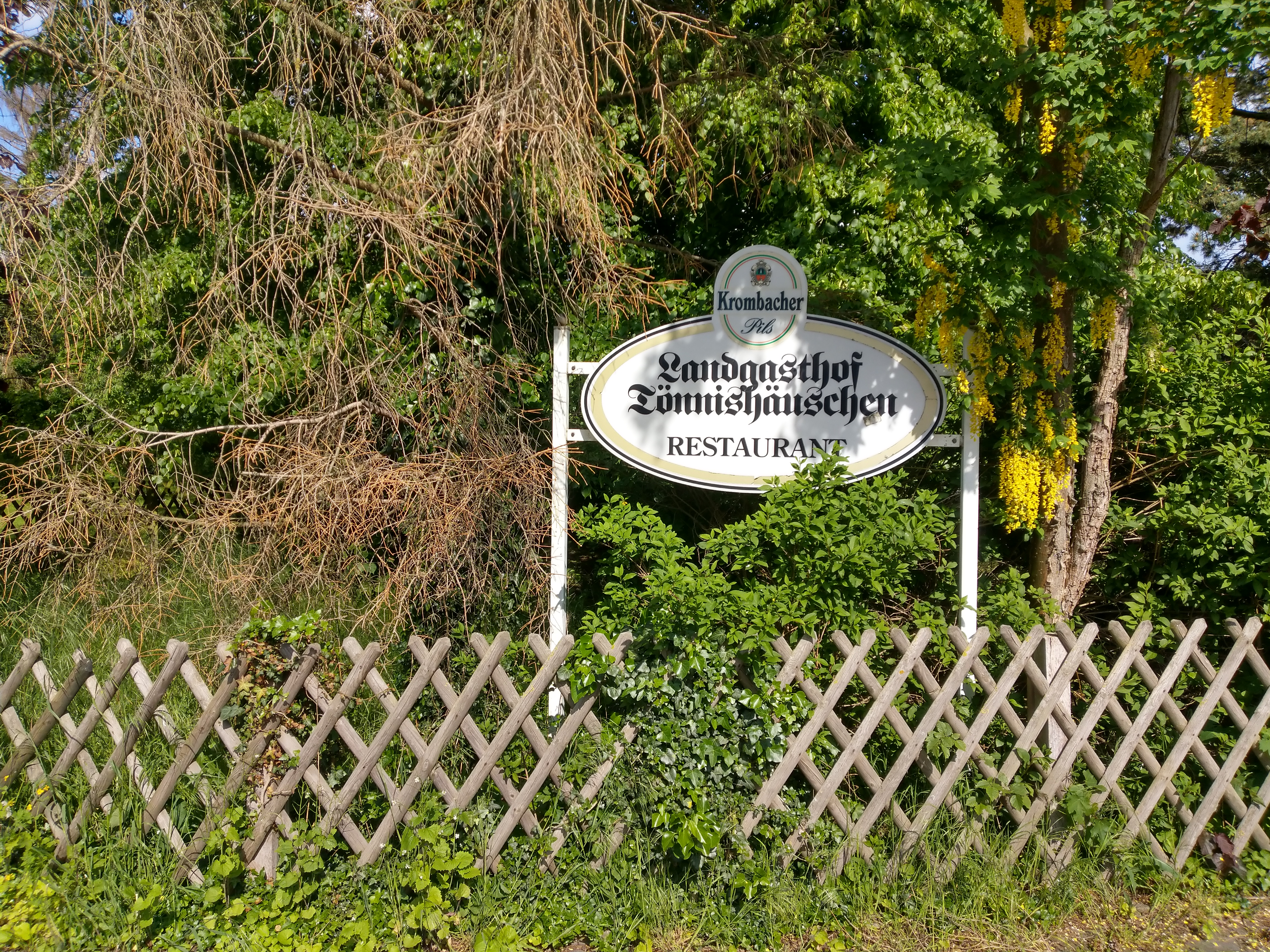
Die ehemalige Kneipe von Tönnishäuschen

Seit dem Jahr 1544 steht in Tönnishäuschen eine Dorfkneipe. Die Lage an zwei kreuzenden Handelswegen verhalf bereits damals zu guten Umsätzen. Die unter Denkmalschutz stehende Kneipe steht seit 2007 allerdings leer.
Ferner gibt es im ehemaligen Stationsgebäude an der Strecke Münster–Neubeckum die Gaststätte Pängel Anton.